# Twentyniner (vélo)
VTT à roues de 29 pouces
Pour l’article homonyme, voir 29er, un type de skiff.
Les 29ers (prononcés Twenty-niners en anglais) sont des vélos tout terrain (VTT) prévus pour le montage des roues de 29 pouces. Ils se différencient donc des autres VTT, qui utilisent des roues de 26 ou 27,5 pouces. Comme pour tous les modèles destinés à la randonnée, ils peuvent être dotés d'une assistance électrique.

## Jantes et pneus

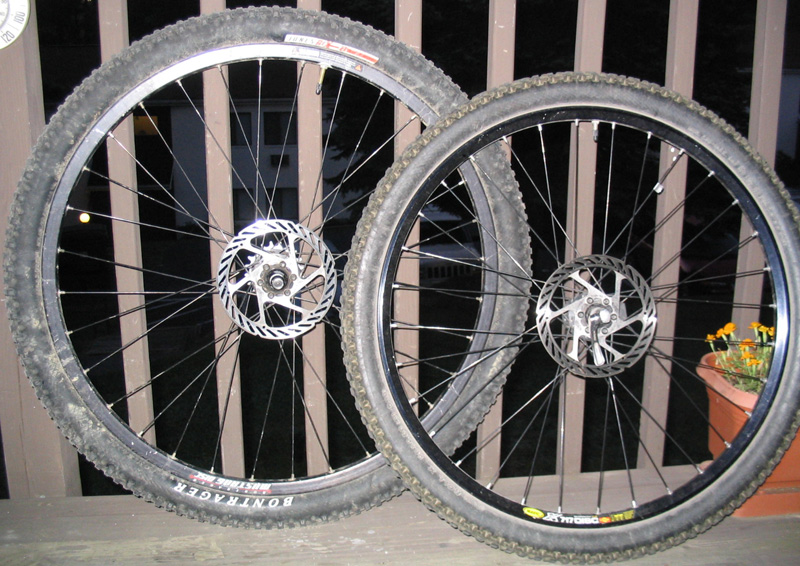
Des roues de VTT en 29" et 26"

Cette taille de 29 pouces correspond à des jantes d’un diamètre de 622 mm  et des pneus d'un diamètre extérieur d'environ 736 mm (correspondant aux 29 pouces)
Aujourd’hui, le monde du VTT connait une réelle mutation a tous les niveaux de pratique et dans toutes disciplines, à cause ou grâce à une personne qui a créé le VTT 29 pouces : Gary Fisher.
Au fur et à mesure, sous l’impulsion de ce pionnier, la plupart des marques de VTT se sont mises à imaginer eux aussi le VTT avec de nouvelles perspectives, avec des roues de diamètre plus importants : des roues de 29 pouces. Cette nouvelle taille de roue pour le Vélo Tout Terrain, s’est imposée au fil du temps, après de nombreuses réunions, des tests, des prototypes. Ce standard plein de contraintes, obligeait les marques à garder l’avancée qu’avait fait le VTT ces dernières années avec une innovation sur les géométries, les équipements, les réglages. Après avoir défini des objectifs pour ce nouveau VTT, les principaux axes de son développement ont été d’apporter davantage de contact au sol et un angle d’attaque diminué sur les divers obstacles, d’accroître la motricité et le confort sur les petits chocs.
Partant de là, un diamètre de 29 pouces représentait un compromis quasi-idéal ; c’est qu’un VTT 29 pouces a un excellent rendement, qu’il est très confortable et une très grande stabilité. Cette grande taille de roues qu’est le 29 pouces permet d’enrouler plus amplement les imperfections du terrain et de franchir plus facilement les obstacles.
L’inertie développée par la taille de la roue de 29 pouces permet aussi de rouler à des vitesses plus soutenues.

## Avantages et Inconvénients

### Avantages
- Des roues au diamètre plus large permettent de lisser le terrain et franchir des obstacles plus facilement. En effet, la capacité à passer au-dessus d'un obstacle est lié au diamètre de la roue, proportionnellement à sa taille.
- Le diamètre de la roue étant plus grande, cette dernière possède un moment angulaire plus élevé. En d'autres termes, la roue perd moins de vitesse par rapport à son homologue 26 pouces. Cet effet peut être amplifié avec des pneus plus larges.

La plupart des avantages des roues 29 pouces n'ont pas été objectivement testé. Il existe des études non-publiées (Pepperdine University, à la demande de Gary Fisher). La question d'un réel test comparatif entre le 29" et 26" est vivement débattue et, à ce jour, aucune étude scientifique à large échelle n'a été conduite. 

### Inconvénients
- Augmentation du poids de la roue (taille plus grande, pneu plus large) diminue la réactivité. Les roues sont plus difficiles à accélérer et à freiner.
- Équilibre moins stable par rapport à un 26" due aux angles et aux distances impliqués par des roues de plus grand diamètre.
- Le confort est réduit pour les personnes de plus petites tailles (moins de 165 cm). Position du guide trop haute, distance par rapport au sol.